# Корба (приток Кемы)
Корба (в верхнем течении Сомболка) — река в Вытегорском районе Вологодской области России, правый приток реки Кема, принадлежит бассейну Волги. Длина реки — 56 км, площадь водосборного бассейна — 292 км².

## География

Бассейн Рыбинского водохранилища и Белого озера

Под названием Сомболка река берёт своё начало из Маткозера на высоте 177,1 м, которое протокой сообщается с озёрами Лунча и Сарозеро. Далее река протекает в южном и юго-восточном направлении, вдали от населённых пунктов. После впадения в Корбозеро  меняет название, из него вытекает река уже под названием Корба. Ниже Корбозера на реке расположена нежилая деревня Потаповская. Корба впадает в Кему на границе Вашкинского района, в 5 км выше деревни Никоново на высоте 127 м.